# Feu de Malmerendo
Le feu de Malmerendo est un phare situé sur la pointe de Ponta do Malmerendo, dans la municipalité de Vila do Porto, sur l'île de Santa Maria (Archipel des Açores - Portugal).
Il est géré par l'autorité maritime nationale du Portugal à Oeiras (Grand Lisbonne) 

## Histoire
Ce petit phare domine l'entrée du port de Vila do Porto sur la Ponta do Melmerendo à l'ouest de l'entrée du port. C'est une petite tour carrée peinte en blanc, de 6 m de haut. A une hauteur focale de 50 m au-dessus du niveau de la mer, ce feu émet deux éclats blancs toutes les 10 secondes.
Identifiant : ARLHS : AZO... ; PT-... - Amirauté : D2636 - NGA : 23668 .
|                          |
| Le port de Vilo do Porto |

|          |
| Le phare |

### Lien connexe
- Liste des phares des Açores